# Saumurage
Pour les articles homonymes, voir Saumure (homonymie).

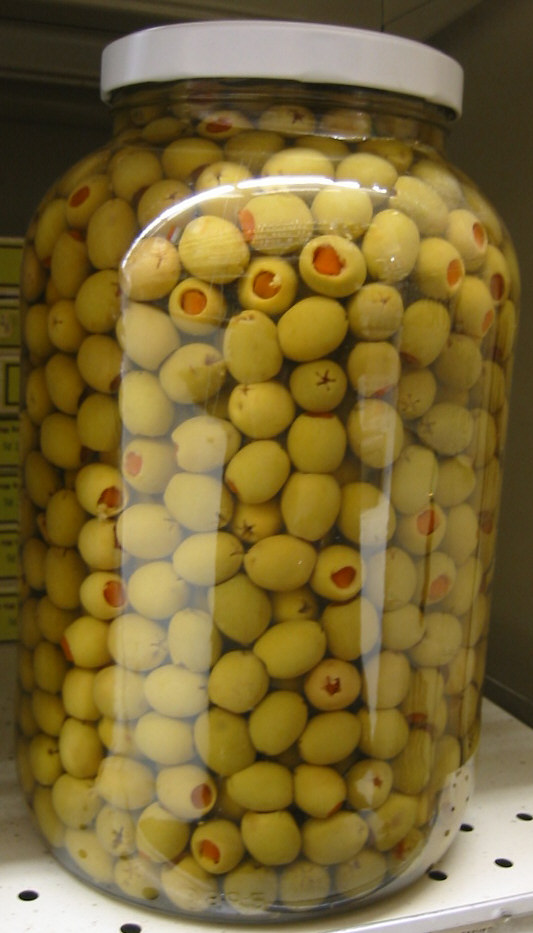
Olives en saumure.

Le saumurage d'un aliment est un procédé consistant à plonger l’aliment dans une saumure (un bain d'eau plus ou moins salé). La saumure utilisée dans l'alimentation peut provenir de sources naturellement salées, comme celles de Luminiş ou de Mărgineni, en Roumanie, que les habitants utilisent encore un peu au XXIe siècle. En fonction de la salinité de l’eau et du type de saumurage à effectuer, on peut y ajouter du sel acheté dans le commerce. Traditionnellement, on évalue le degré de salinité par un moyen déjà en usage chez les anciens Romains : l’œuf frais qui, jeté dans la saumure, surnage et indique ainsi que la concentration est bonne pour la conservation de la viande (langue, jambon, noix de veau), du fromage ou du poisson,.
Lorsque la saumure est prête, on y immerge totalement l’aliment et on le laisse s’imprégner. Certains l’y laissent en permanence, d’autres le retirent au bout de quelques semaines pour le pendre et le sécher. La durée normale est de l'ordre de un mois à un mois et demi, mais peut atteindre quatre à huit mois dans le cas des olives.

## Principe

### Élimination des bactéries
En diminuant le taux d'humidité, la saumure empêche la prolifération de la majorité des micro-organismes, notamment des bactéries. Les bactéries ne supportent, généralement, pas des pourcentages massiques en sel supérieurs à 12 %. Certaines bactéries à Gram positif résistent à des concentrations plus élevées. C'est le cas de Brevibakterium linens, des microcoques et, surtout, de Staphylococcus aureus, dont la croissance est encore possible à des pourcentages massiques en sel s’élevant à 17 - 18 %. Certaines espèces de moisissures et de levures sont encore plus tolérantes, comme Debaryomyces hansenii . Au-dessus de 21 % de NaCl, ne survivent que peu de micro-organismes halotolérants, qui ne présentent aucun danger. Les germes à Gram négatif (ex. : E. coli) sont rarement détectés dans les échantillons de bain de sel. Les listérias peuvent aussi survivre plusieurs jours dans la saumure.
| Salinité maximale permettant l'existence des micro-organismes (%) *Levures †Moisissures | Salinité maximale permettant l'existence des micro-organismes (%) *Levures †Moisissures | Salinité maximale permettant l'existence des micro-organismes (%) *Levures †Moisissures | Salinité maximale permettant l'existence des micro-organismes (%) *Levures †Moisissures | Salinité maximale permettant l'existence des micro-organismes (%) *Levures †Moisissures | Salinité maximale permettant l'existence des micro-organismes (%) *Levures †Moisissures | Salinité maximale permettant l'existence des micro-organismes (%) *Levures †Moisissures | Salinité maximale permettant l'existence des micro-organismes (%) *Levures †Moisissures | Salinité maximale permettant l'existence des micro-organismes (%) *Levures †Moisissures | Salinité maximale permettant l'existence des micro-organismes (%) *Levures †Moisissures | Salinité maximale permettant l'existence des micro-organismes (%) *Levures †Moisissures |
| 2,0                                                                                     | 8,0                                                                                     | 10,0                                                                                    | 12,0                                                                                    | 14,0                                                                                    | 15,0                                                                                    | 17,0                                                                                    | 18,0                                                                                    | 19,0                                                                                    | 21,0                                                                                    | > 21,0                                                                                  |
| Bactéries propioniques                                                                  | E. coli Pseudomonases                                                                   | Salmonelles Geotrichum candidum* Mucor spp.†                                            | Listeria monocytogenes                                                                  | Fusarium spp.†                                                                          | Brevibacterium linens Debaryomyces hansenii*                                            | Microcoques                                                                             | Staphylococcus aureus                                                                   | P. camemberti / candidum†                                                               | P. roqueforti†                                                                          | Moisissures xérophiles† Levures osmophiles*                                             |
| --------------------------------------------------------------------------------------- | --------------------------------------------------------------------------------------- | --------------------------------------------------------------------------------------- | --------------------------------------------------------------------------------------- | --------------------------------------------------------------------------------------- | --------------------------------------------------------------------------------------- | --------------------------------------------------------------------------------------- | --------------------------------------------------------------------------------------- | --------------------------------------------------------------------------------------- | --------------------------------------------------------------------------------------- | --------------------------------------------------------------------------------------- |

La saumure qui entoure les cellules a une plus forte concentration en sel que le liquide situé à l'intérieur des cellules, mais le liquide cellulaire a une plus forte concentration en autres substances dissoutes. Cela conduit les ions du sel (sodium et chlorure) à pénétrer dans la cellule par diffusion, tandis que l'augmentation de la salinité du fluide cellulaire entraîne la cellule à absorber l'eau de la saumure par osmose. Le sel de cuisine qui a pénétré dans la cellule dénature les protéines.

### Fermentation lactique
Un autre effet permettant la conservation des aliments est la fermentation lactique : en présence de glucose et de ferments lactiques dans un aliment, le saumurage permet la formation d'acide lactique favorisant la conservation du produit.

## Histoire

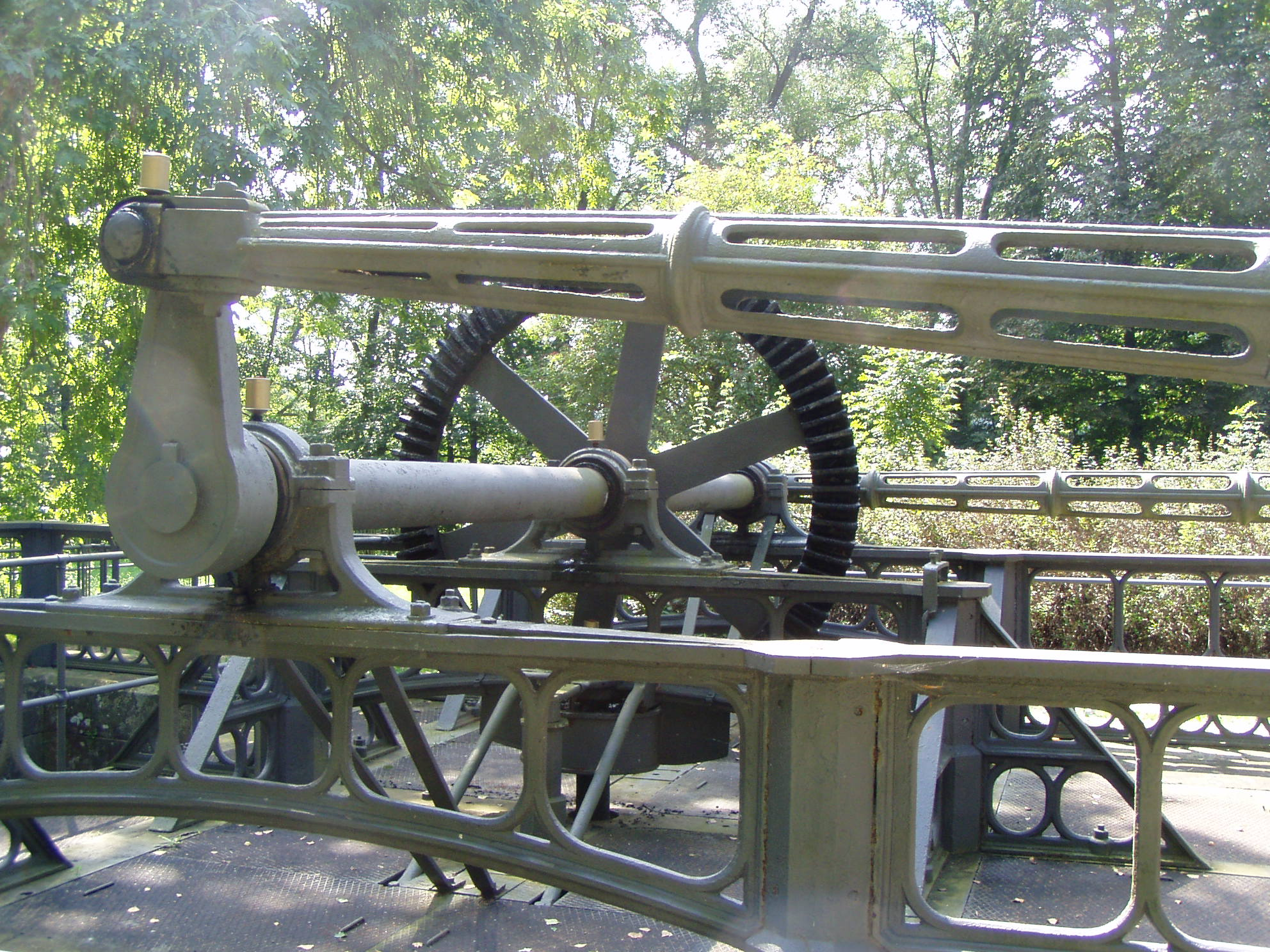
Pompe à saumure de 1848 - Bad Kissingen (Allemagne)

Ce système de conservation des aliments est très ancien et, avant l'invention de systèmes modernes de conservation, le sel était un produit stratégique. Les Romains avaient construit une voie consulaire, la Via Salaria, afin d'assurer l'approvisionnement de Rome en sel de la mer Adriatique. Le salage et le saumurage sont moins utilisés depuis le (XXe siècle), l'avènement de l'électricité permettant la congélation, et les réseaux de distribution rapide diminuant la nécessité de conserver longtemps les aliments. Il semble que l’humidité du climat intervenait dans le choix de la salaison à sec ou en saumure.
De nos jours, le saumurage est utilisé concurremment avec d'autres méthodes de conservation : réfrigération, séchage, conserves, etc. Il a l'inconvénient de ne pas conserver tous les nutriments. De plus, le sel modifie le goût.

## Saumurage des poissons

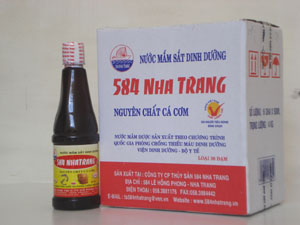
Nuoc-mam

La saumure est utilisée, par exemple, pour conserver les poissons (morues, anchois et harengs), qui, sans cela, pourrissent rapidement. Pour saumurer le hareng, les proportions utilisées sont de un verre et demi de sel et un demi verre de sucre pour un litre d'eau. Au Viêt Nam, la saumure ayant servi à traiter les anchois est recueillie au bout de trois mois, mélangée avec du sel de cuisine pendant trois autres mois et commercialisée comme assaisonnement : c'est le nuoc-mâm. En Thaïlande, elle porte le nom de nam pla.

## Saumurage des fromages
La saumure est utilisée également pour laver des fromages (ex. : le tamié, la feta, le maroilles ou le halloumi) ou en macération, comme dans le cas du beyaz peynir en Turquie. La saumure favorise la formation de la croûte. Lors du saumurage, la diffusion de l'eau du fromage vers l'extérieur est plus rapide que celle des ions sodium Na+ et chlorure Cl−, ce qui entraîne une concentration du sel dans la croûte. Les échanges entre le fromage et la saumure sont favorisés par l'agitation de la solution.
Le saumurage s'effectue entre 10 et 15 °C pour les fromages à pâte dure et mi-dure, un peu plus pour les fromages à pâte molle et à pâte filée. Le contrôle du pH de la saumure est aussi un paramètre important. Au-dessus de 5,4, il se forme une croûte sèche, ayant tendance à transpirer. En dessous de 4,6, le passage en solution des ions calcium Ca2+ empêche la croûte de sécher. Pour éviter le ramollissement de la croûte, on ajoute des ions calcium (en général sous la forme de chlorure de calcium CaCl2) dans la saumure. La masse ajoutée est de l'ordre de 150 g de chlorure de calcium par 100 kg de saumure (ce qui correspond à environ 50 g de Ca2+ par 100 kg). Lors du saumurage de l'emmental, le pH est maintenu entre 5,15 et 5,25. Le contrôle du pH s'effectue par acidification avec de l'acide chlorhydrique, de l'acide éthanoïque (acide acétique) ou de l'acide lactique, ou par alcalinisation par de l'hydroxyde de sodium (soude caustique).
La durée du saumurage varie entre quelques heures pour un fromage à pâte molle et trois jours pour un fromage à pâte dure.

## Saumurage de la viande
Le bœuf ou le porc peuvent également être conservés dans la saumure (c'est ainsi que sont préparés le petit salé, avec le porc, et le pastrami, avec le bœuf).
Dans l'industrie agroalimentaire, la saumure contient environ 18 % de sel (chlorure de sodium et nitrate de potassium), 2 à 3 % de saccharose et des polyphosphates de sodium. La transformation du nitrate en nitrite est à l'origine de la couleur des jambons. La saumure est souvent utilisée en charcuterie sous forme d'injections, soit dans les muscles, soit dans les veines, préalablement à l'immersion. Pour les jambons cuits, on utilise une saumure fraîche ensemencée de souches sélectionnées. Les saumures de poissons ne contiennent ni nitrates ni polyphosphates.
Dans les pays anglo-saxons, on plonge les poulets dans la saumure durant un jour avant de les fumer. De même, les crevettes sont trempées dans la saumure après décongélation, dans les restaurants, afin de leur rendre leur goût. La saumure peut également être additionnée d'aromates (ail, aneth, graines de moutarde, baies de genièvre, thym, coriandre, piment, laurier, etc.), de vinaigre, de salpêtre KNO3 ou de sucre.

## Autres aliments
Le traitement et la conservation des olives fait intervenir des saumures où le pourcentage massique en sel varie de 8 % à 10 %. On ajoute parfois des herbes aromatiques et d'autres condiments. On utilise également la saumure pour les légumes, le poivre, les œufs, les cornichons, les feuilles de vigne farcies, les câpres, les citrons, la choucroute et les champignons.
La présence d'impuretés dans le sel employé pour la fabrication de la saumure peut avoir des effets sur le goût (amertume des sels de magnésium) ou sur la couleur (les ions du cuivre et du fer provoquent le jaunissement des légumes verts et la formation de composés bruns avec les tanins).

## Amélioration du saumurage
Dans l'industrie agroalimentaire, on utilise le phénomène physique de la cavitation, provoqué par l'utilisation des ultrasons, dans la préparation des saumures, afin d'améliorer, en particulier, la conservation de la viande.
En effet, le processus de dissolution des sels dans l'eau peut être long, en l'absence ou par insuffisance d'agitation. Cette technique de cavitation ultrasonique dans les liquides, permet d'atteindre un taux de dissolution élevée ainsi qu'une saturation élevée en sel.